# Łysomice (gmina)
Łysomice (do 1954 gmina Lulkowo + gmina Turzno) – gmina wiejska w Polsce położona w województwie kujawsko-pomorskim, w powiecie toruńskim. W latach 1975–1998 gmina administracyjnie należała do województwa toruńskiego.
Siedziba gminy to Łysomice.
Według danych z 30 czerwca 2014 r. gminę zamieszkiwało 9488 osób.

## Struktura powierzchni
Według danych z roku 2002 gmina Łysomice ma obszar 127,34 km², w tym:
- użytki rolne: 69%
- użytki leśne: 23%

Gmina stanowi 10,36% powierzchni powiatu.

## Ochrona przyrody
Na terenie gminy znajduje się rezerwat przyrody Las Piwnicki chroniący naturalne zbiorowisko leśne z licznym starodrzewem.

## Demografia

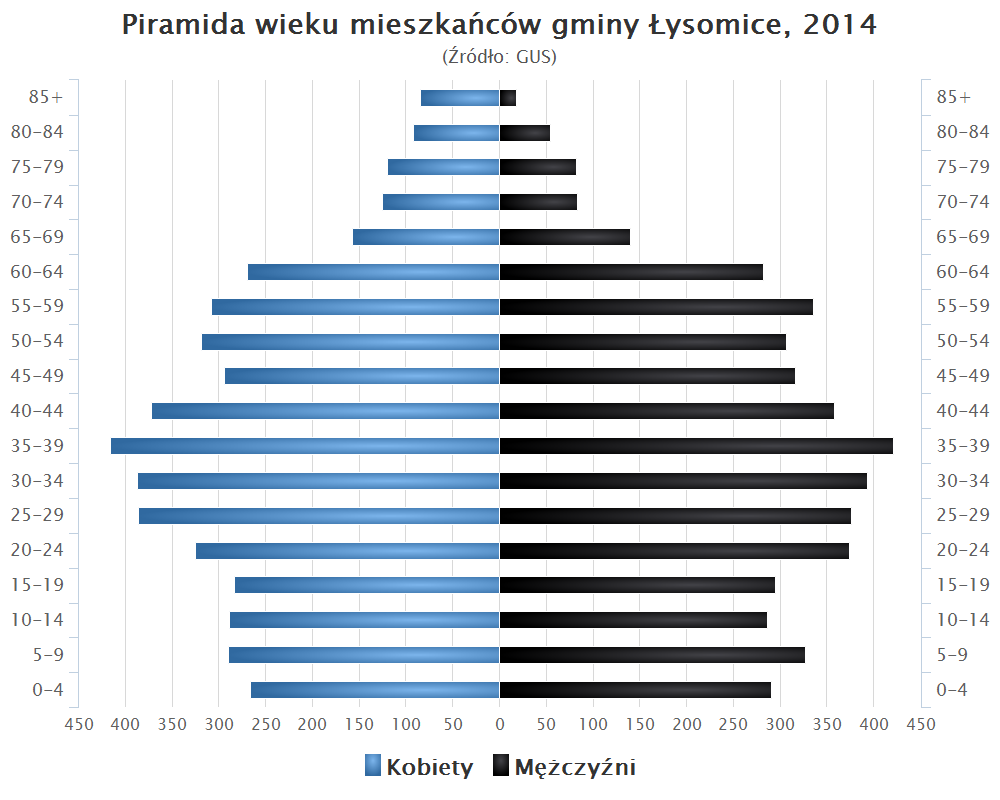
Piramida wieku mieszkańców gminy Łysomice w 2014 roku

Dane z 30 czerwca 2014:
| Opis                              | Ogółem | Ogółem | Kobiety | Kobiety | Mężczyźni | Mężczyźni |
| --------------------------------- | ------ | ------ | ------- | ------- | --------- | --------- |
| jednostka                         | osób   | %      | osób    | %       | osób      | %         |
| populacja                         | 9488   | 100    | 4765    | 50,2    | 4723      | 49,8      |
| gęstość zaludnienia (mieszk./km²) | 64,6   | 64,6   | 32,4    | 32,4    | 32,2      | 32,2      |

## Gospodarka
Gmina wchodzi w skład podstrefy Pomorskiej Specjalnej Strefy Ekonomicznej. Zlokalizowane są tu: japońska fabryka Orion Electric, Sharp Manufacturing, POLAND Tokai Okaya Manufacturing, Sohbi Craft, Sumika Electronic Materials, Kimoto, Tensho, U-Tech, oraz Cristal Logistics.
Gmina Łysomice osiąga najwyższe w województwie kujawsko-pomorskim przychody z podatków per capita (w 2013 roku 2828,31 zł).

## Zabytki
Wykaz zarejestrowanych zabytków nieruchomych na terenie gminy:
- kościół pod wezwaniem Wniebowzięcia Najświętszej Maryi Panny z XIII/XIV w. w Gostkowie, nr A/315 z 02.05.1966 roku
- park pałacowy z drugiej połowy XIX w. w Ostaszewie, nr A/318 z 14.12.1984 roku
- kościół parafii pod wezwaniem św. Mikołaja z XIII/XIV w. w Papowie Toruńskim, nr A/316 z 13.07.1936 roku
- kościół parafii pod wezwaniem św. Jana Chrzciciela z pierwszej połowy XIV w. w Świerczynkach, nr A/317 z 13.07.1936 roku
- zespół pałacowy w Turznie, obejmujący: pałac z 1866 roku; park z pierwszej połowy XIX w.; neogotycki pawilon z XIX w., nr A/904/1-3 z 21.07.1970 roku

## Miejscowości
Wyróżniono wsie sołeckie
- Folzong
- Gostkowo
- Julianka
- Kamionki Duże
- Kamionki Małe (ośrodek wypoczynkowy nad Jez. Kamionkowskim)
- Koniczynka
- Kowróz
- Kowrózek
- Lipniczki
- Lulkowo
- Łysomice
- Olek
- Ostaszewo (niszczejący pałac z II połowy XIX wieku wraz z częścią zabudowań folwarcznych, kaplica z początku XX wieku, park datowany na II połowę XIX stulecia.)
- Osieki
- Papowo Toruńskie
- Piwnice (obserwatorium astronomicznym UMK z radioteleskopem o średnicy 32 m)
- Różankowo
- Świerczynki
- Świerczyny
- Turzno
- Tylice
- Wytrębowice
- Zakrzewko
- Zęgwirt

## Sąsiednie gminy
Chełmża, Kowalewo Pomorskie, Lubicz, Łubianka, Toruń, Zławieś Wielka